# Sciara maolana
Sciara maolana är en tvåvingeart som beskrevs av Yang, Zhang och Yang 1993. Sciara maolana ingår i släktet Sciara och familjen sorgmyggor.
Artens utbredningsområde är Guizhou (Kina). Inga underarter finns listade i Catalogue of Life.